# Saussurea lhunzhubensis
Saussurea lhunzhubensis là một loài thực vật có hoa trong họ Cúc. Loài này được Y.L.Chen & S.Yun Liang miêu tả khoa học đầu tiên năm 1981.